# Adromischus roaneanus
Adromischus roaneanus es una especie de planta suculenta perteneciente a la familia Crassulaceae.

## Descripción
Es una planta perenne suculenta, un arbusto enano que alcanza un tamaño de 0.25 - 0.4 m de altura a una altitud de 200 a 2000 metros en Sudáfrica.

## Taxonomía
Adromischus mamillaris fue descrita por  Antonius Josephus Adrianus Uitewaal   y publicado en National Cactus and Succulent Journal 7(4): 42. 1952.
Etimología
Adromischus: nombre genérico que deriva de las palabras griegas: adro = "grueso" y mischus = "tallo".
roaneanus: epíteto
Sinonimia
- Adromischus grasbergensis Hutchison
- Adromischus violaceus Hutchison[3][1]